# The Lonely Lady
The Lonely Lady è un film del 1983 diretto da Peter Sasdy.

## Trama
Jerilee Randall sogna di diventare una scrittrice di successo. Dopo aver vinto un premio per il suo lavoro, incontra il famoso sceneggiatore Walter Thornton a una festa. Lascia la festa con il figlio di Walter e i suoi amici, ma viene poi molestata sessualmente da Joe, uno degli amici di Walter. Tuttavia, Walter è in grado di salvarla da ulteriori attacchi.
Tra Jerilee e Walter nasce un'amicizia e, nonostante le obiezioni della madre di Jerilee, i due si sposano poco dopo.
Quando Jerilee riscrive – e quindi migliora – una delle sceneggiature di Walter, il loro matrimonio è in crisi e divorziano poco tempo dopo. Negli anni seguenti, Jerilee cerca di vendere la sua sceneggiatura ed ha diverse relazioni fugaci. Tuttavia, l'aggressione sessuale pesa ancora su di lei e alla fine soffre di un esaurimento nervoso.
Alla fine, vince un prestigioso premio per la sceneggiatura di The Hold-outs. Nel suo discorso di accettazione alla cerimonia di premiazione, si rivolge a Walter e gli confessa di non aver mai imparato il valore del rispetto di sé. Poi rifiuta il premio e lascia l'auditorium.

## Accoglienza
Su Rotten Tomatoes il film ha un indice di gradimento dello 0% basato sulle recensioni di 12 critici.